# Helius niveitarsis
Helius niveitarsis là một loài ruồi trong họ Limoniidae. Chúng phân bố ở miền Australasia.